# Peau Vava'u

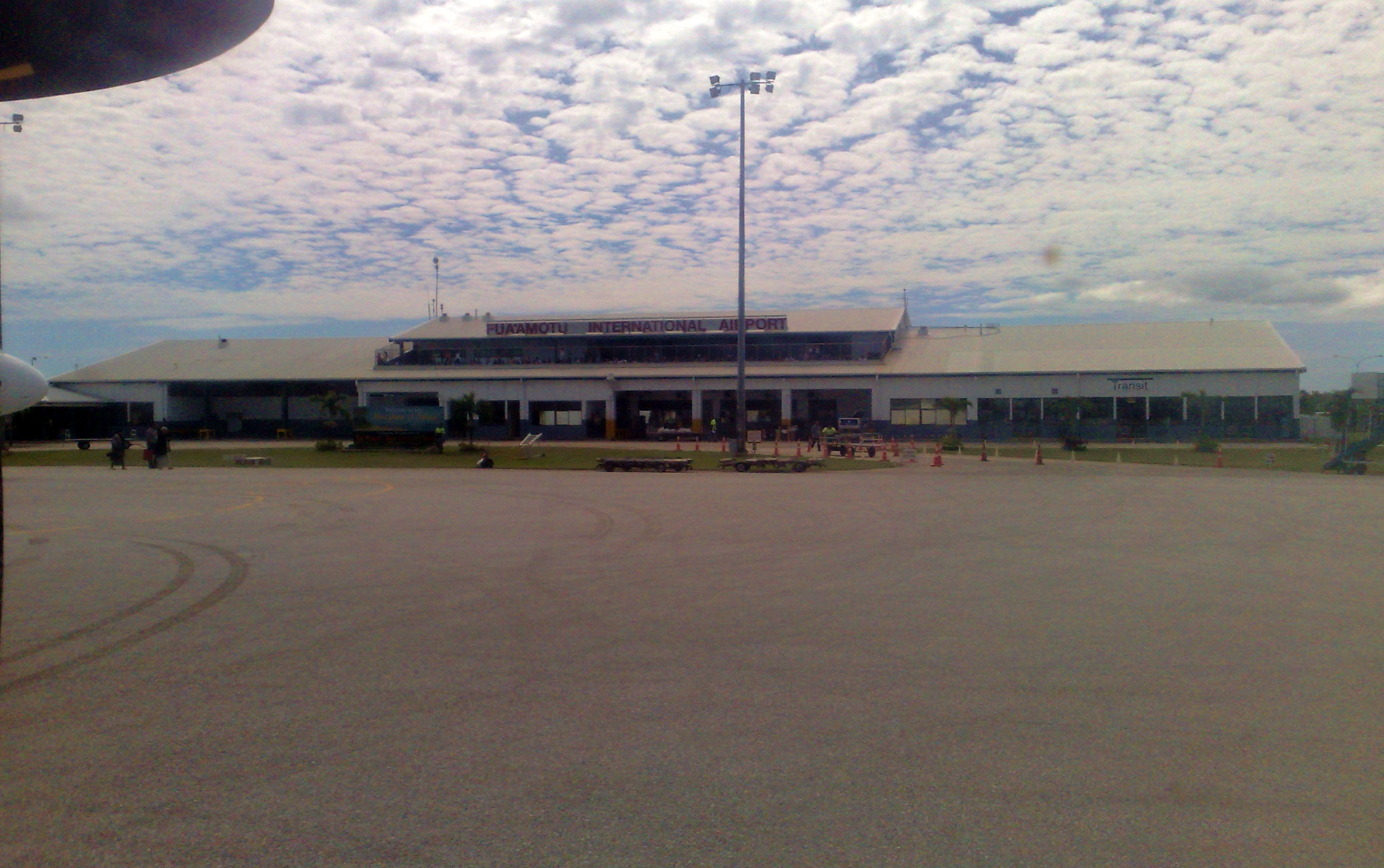
Základnou Peau Vava'u je Mezinárodní letiště Fua'amotu

Peau Vava'u je letecká společnost Tonžského království. Základnou je těmto aeroliniím mezinárodní letiště Fua'amotu, sídlo společnosti je v tonžském hlavním městě Nuku'alofě.

## Historie
Aerolinie byly založeny 27. května 2004, kdy se stal 50% vlastníkem král Taufa'ahau Tupou V., dalších 50% vlastní ředitel Joseph Ramanlal.
Peau Vava'u se staly hlavní leteckou společností Tongy po likvidaci aerolinií Royal Tongan Airlines. Po této letecké společnosti také Peau Vava'u převzala znak - červenou letící holubici.
První let se uskutečnil 9. června 2004 s letadlem Douglas DC-3 do Christchurchu na Novém Zélandu.
Peau Vava'u obdržely původně licenci pro domácí lety, později však i pro mezinárodní lety.